# Borgatello
Borgatello (già Borgo d'Elsa) è una frazione del comune italiano di Colle di Val d'Elsa, nella provincia di Siena, in Toscana.
La frazione è ubicata lungo la strada che va da Colle a San Gimignano.

## Storia
Il borgo risale all'epoca medievale, era denominato Borgo d'Elsa ed era posto nella giurisdizione della diocesi di Volterra.

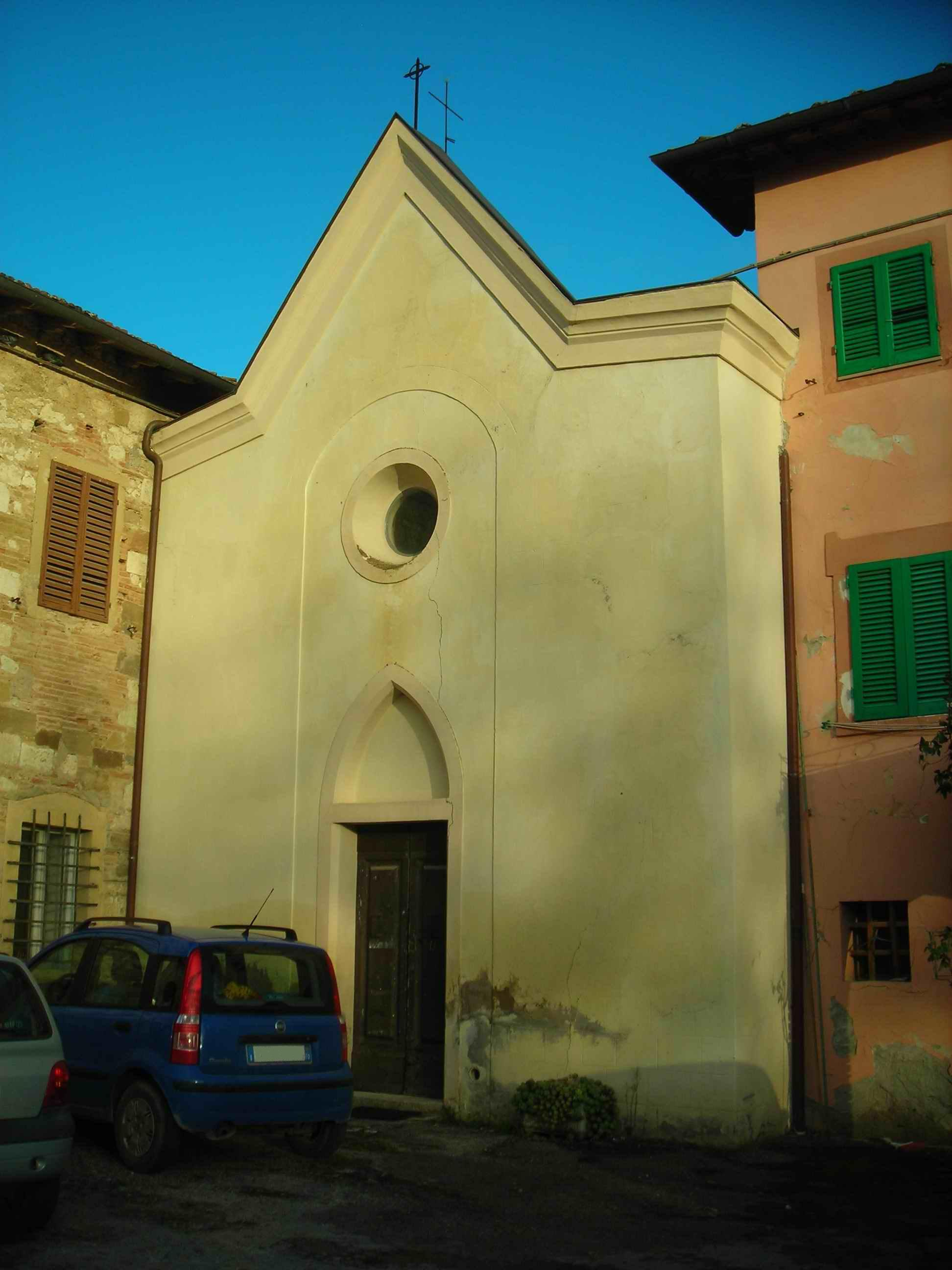
La chiesa di San Michele Arcangelo

## Monumenti e luoghi d'interesse
Nella piazzetta è ubicata la chiesa di San Michele Arcangelo, già San Bartolomeo. Le prime notizie certe della chiesa risalgono alla seconda metà del XIII secolo. Alla fine del Trecento era sotto il controllo dell'Ordine Vallombrosano. Dopo la nascita della diocesi di Colle di Val d'Elsa, nel 1592, fu deciso di procedere alla sua ristrutturazione. Nella tribuna sono stati inglobati due pilastri, probabilmente rivenienti da altro edificio religioso.